# Antti Siivola
Antti Tapani Siivola, född 14 september 1936 i Fredrikshamn, död 18 maj 2015 i Helsingfors, var en finländsk fysiker.
Siivola blev filosofie doktor 1964. Han var 1962 forskningsassistent vid Atomenergikommissionen, 1962–1969 amanuens vid institutionen för kärnfysik vid Helsingfors universitet och blev 1968 tillförordnad samt 1969 ordinarie biträdande professor i fysik vid Helsingfors universitet. Han handhade en professorstjänst i fysik (elektronik) 1968–1970 och blev 1970 utnämnd till professuren i fysik, därifrån han pensionerades 1999.
Siivola innehade poster inom organisationer för undervisning, forskning och försvar samt i vetenskapliga samfund. Han publicerade vetenskapliga undersökningar från kärnfysikens område. 